# Sportvagns-VM 1975
Sportvagns-VM 1975 vanns av Alfa Romeo.

## Delsegrare
| Bana            | Vinnare                                | Märke      |
| --------------- | -------------------------------------- | ---------- |
| Mugello         | Jean-Pierre Jabouille Gérard Larrousse | Alpine     |
| Dijon           | Arturo Merzario Jacques Laffite        | Alfa Romeo |
| Monza           | Arturo Merzario Jacques Laffite        | Alfa Romeo |
| Spa             | Henri Pescarolo Derek Bell             | Alfa Romeo |
| Enna            | Arturo Merzario Jochen Mass            | Alfa Romeo |
| Nürburgring     | Arturo Merzario Jacques Laffite        | Alfa Romeo |
| Zeltweg 1000 km | Henri Pescarolo Derek Bell             | Alfa Romeo |
| Watkins Glen    | Henri Pescarolo Derek Bell             | Alfa Romeo |

## Märkes-VM
| Plats | Märke      | Poäng |
| ----- | ---------- | ----- |
| 1     | Alfa Romeo | 140   |
| 2     | Porsche    | 98    |
| 3     | Alpine     | 60    |
| 4     | Chevron    | 32    |